# هاکپفوفل
هاکپفوفل (به آلمانی: Hackpfüffel) یک منطقهٔ مسکونی در آلمان است که در بروکن-هاکپفوفل واقع شده‌است. هاکپفوفل ۲۶۲ نفر جمعیت دارد.